# Dlga
Dlga (macedónul: Д'лга) település Észak-Macedóniában, az Északkeleti körzetben, Kumanovo községben.

## Népesség
| Lakosok száma | 314  | 372  | 312  | 322  | 199  | 8    |      |
|               | 1948 | 1953 | 1961 | 1971 | 1981 | 1991 | 1994 |

- 2002-ben lakatlan település, korábban törökök lakták.